# Heinrich Schelhasse
Heinrich Schelhasse (* 3. Oktober 1896 in Bad Lippspringe; † 3. September 1977 in Paderborn; vollständiger Name: Heinrich Franz Alex Schelhasse) war ein deutscher expressionistischer Maler, der überwiegend in Berlin als Mosaik- und Glasmaler tätig war und für seine religiösen Darstellungen in Kirchen bekannt ist.

## Leben
Heinrich Schelhasse trat ab 1911 als Maler und Grafiker in Erscheinung. Seine Ausbildung erhielt er an der Kasseler Kunstakademie, er gehörte der Kasseler Sezession um Arnold Bode an. In den 1920er und 1930er Jahren war er in der Berliner Region tätig. Er lebte in dieser Zeit an der Mindener Straße in Berlin-Charlottenburg und lehrte an der Berliner Kunstakademie. Nach dem Machtantritt der Nationalsozialisten im Jahr 1933 verlor er seine Anstellung an der Kunstakademie. Außerdem wurden seine Arbeiten als Entartete Kunst diffamiert.
In Zusammenarbeit mit dem Architekten Wilhelm Fahlbusch gestaltete er mehrere katholische Kirchen. Für die Kirche St. Michael in Berlin-Wannsee schuf er Mosaike mit Engeldarstellungen für den Hochaltar, Teppichentwürfe und eine monumentale Adaption von Leonardo da Vincis Abendmahl. Für die 1934 konsekrierte katholische Kirche St. Antonius in Potsdam-Babelsberg malte er Triptycha für die beiden ursprünglichen Seitenaltäre. Für die katholische Kirche St. Bonifatius in Berlinchen in der Neumark schuf er Glasfenster und einen Kreuzweg, andere Arbeiten entstanden für die katholische Kirche in Zossen und die Magdeburger Kathedrale St. Sebastian.
Aus der Zeit nach dem Zweiten Weltkrieg stammen Arbeiten für das Erzbistum Paderborn, wo er seit 1945 lebte. So zierte seine Darstellung des Bistumspatrons Liborius als Frontispiz die Neuausgabe des Paderborner Gesangbuchs Sursum Corda von 1948. Anfang der 1950er Jahre entstanden Entwürfe für Bleiglasfenster in mehreren Kirchen des Erzbistums.
Schelhasses expressionistische Kunst fand im Herbst 2012 nach Jahrzehnten weitgehender Nichtbeachtung im Rahmen der Ausstellung Genuss, Empfindung, Aufbegehren. im Hammer Gustav-Lübcke-Museum neue Aufmerksamkeit.

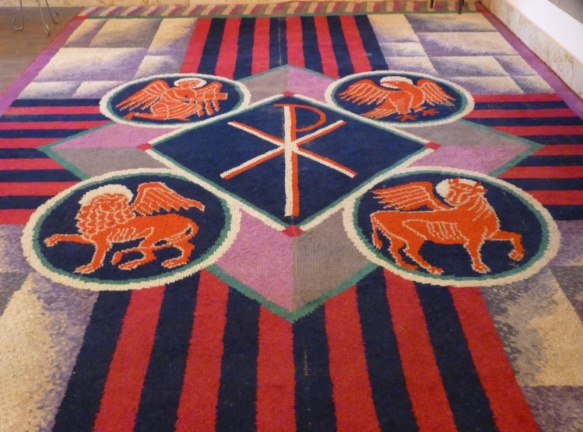
Teppichentwurf, St. Michael in Berlin-Wannsee
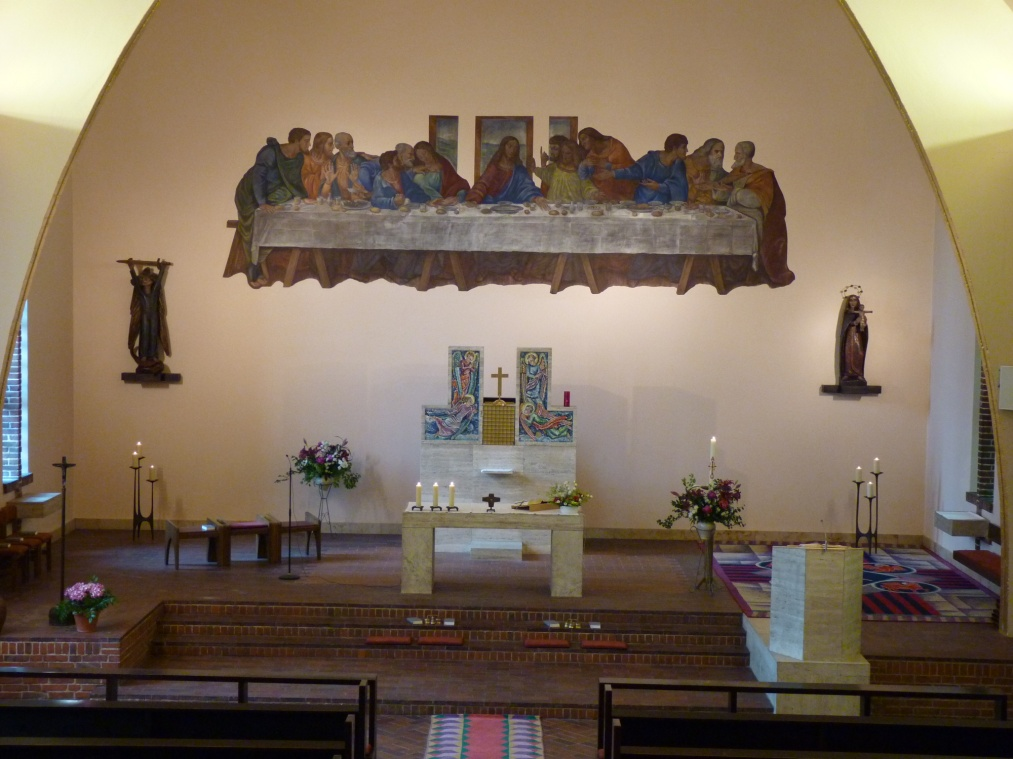
St. Michael in Berlin-Wannsee Altarraum mit Teppich, Abendmahlsbild und Engelmosaiken am Tabernakel
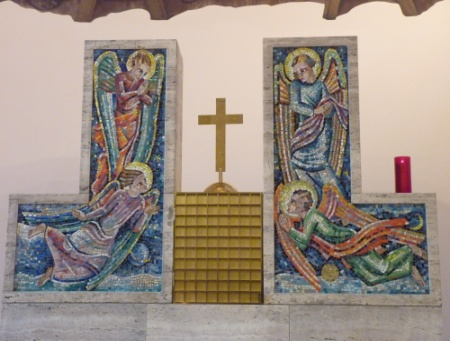
Engelmosaiken am Tabernakel, St. Michael in Berlin-Wannsee

## Werke (Auswahl)
- Kabarettszene (1920), Aquarell, Gustav-Lübcke-Museum in Hamm
- Christusmonogramm mit Evangelistensymbolen (ca. 1927), Teppichentwurf, katholische Kirche St. Michael in Berlin-Wannsee
- Engel (ca. 1927), Mosaik, katholische Kirche St. Michael in Berlin-Wannsee
- Abendmahl (ca. 1927), Wandgemälde, katholische Kirche St. Michael in Berlin-Wannsee
- Herz Jesu-Triptychon (1934), Gemälde, katholische Kirche St. Antonius in Potsdam-Babelsberg
- Marien-Triptychon (1934), Gemälde, katholische Kirche St. Antonius in Potsdam-Babelsberg
- Paderborn. An der Börnepader (vor 1940), Künstlerpostkarte
- St. Michael im Kampf mit dem Drachen (1951), Farbverglasung auf der Orgelempore, katholische Kirche St. Michael in Arnsberg-Neheim
- Segnender Christus, umgeben von den vier Evangelistensymbolen und Engeln (1953), Farbverglasung auf der Orgelempore, katholische Kirche St. Josef in Schloß Neuhaus

In den Jahren von 1932 bis 1942 war er als Zeichner von Konstruktionsplänen für die Reihen Volckmanns Baupläne flugfähiger Flugmodelle, Volckmanns Baupläne für Schiffsmodelle und Deutsche Schiffe im Modellbau tätig, die nach dem Zweiten Weltkrieg auf die Liste der auszusondernden Literatur gesetzt wurden.